# Piasecki PA-97 Helistat
Piasecki PA-97 Helistat je bila ameriška eksperimentalna hibridna zračna ladja za težke tovore. Zasnovalo in zgradilo jo je podjetje Piasecki. Na blimp (netogo zračno ladjo) so namestili štiri helikopterske rotorje. Prototip je bil uničen v nesreči 1. julija 1986.
Zrakoplov je bil napolnjen z vzgonskim plinom (helij), dodaten vzgon in pogon so zagotavljali rotorji. 
Zgradili so samo prototip, serijska proizvodnja ni sledila.